# غلامرضا بهادری
غلامرضا بهادری سیاست‌مدار ایرانی بود، که در دوره‌های  بیست و یکم ،  بیست و دوم  و  بیست و سوم  بعنوان نماینده قوچان در مجلس شورای ملی حضور داشت.